# Karl Landsteiner-plaquette

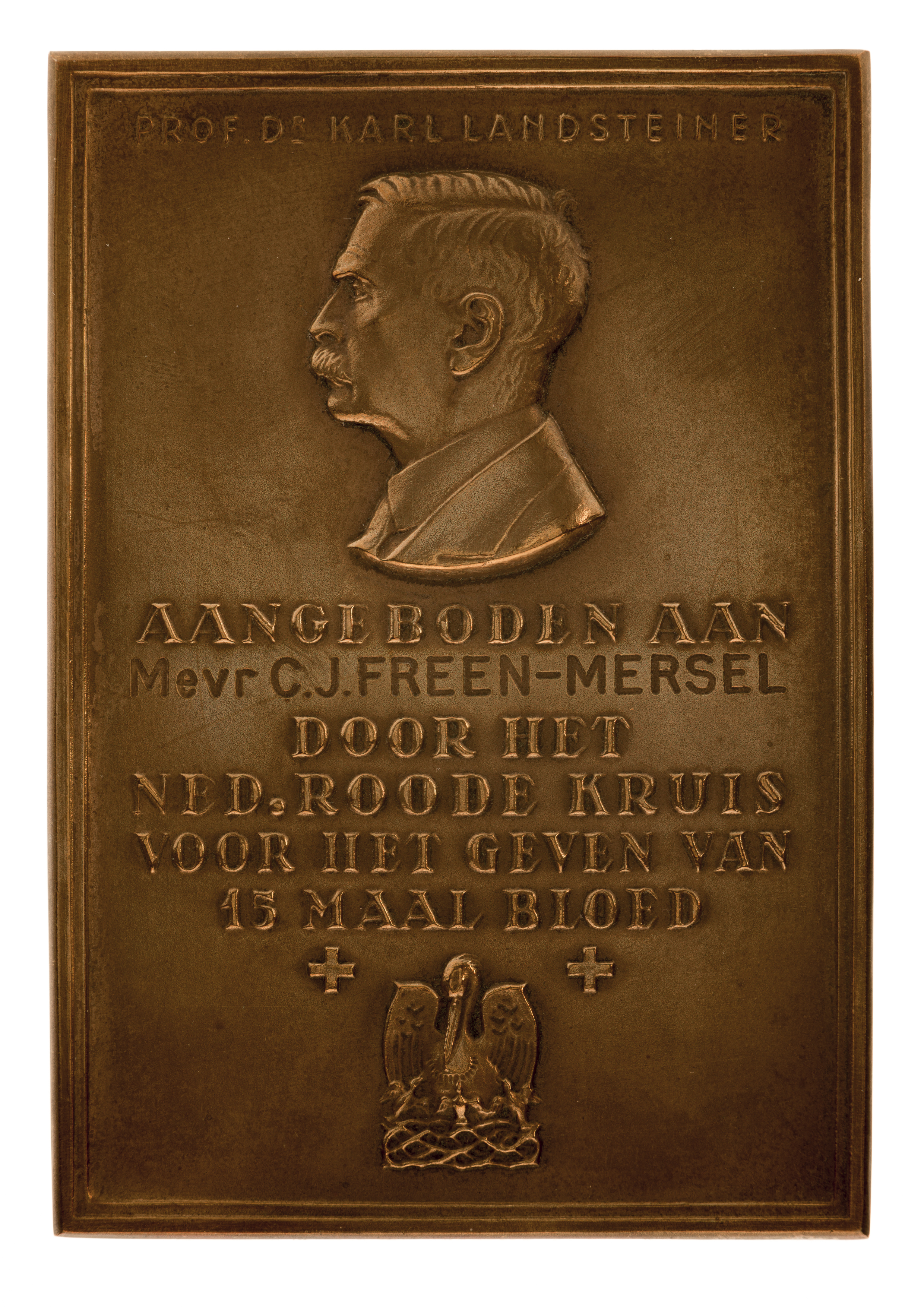
Landsteiner-plaquette ten name van mevr. C.J. Freen-Mersel (collectie Museum Rotterdam)

De Karl Landsteiner-plaquette werd in 1944 door het Nederlandse Rode Kruis ingesteld en in brons en verzilverd brons verleend aan bloeddonoren die respectievelijk 15 keer (later al na tien keer) en 25 keer bloed gaven. Hij is vernoemd naar, de arts en patholoog Karl Landsteiner. Zijn ontdekking van de bloedgroepen maakte de weg vrij voor bloedtransfusie en hij ontving er de Nobelprijs voor.
Vóór 1944 was er de Karl Landsteiner-penning in Brons voor bloeddonoren.
De plaquette, er was geen lint of baton aan verbonden, werd gedurende twee perioden uitgereikt. De eerste periode was van 1944 tot 1971. Donoren werd na 5 respectievelijk 20 transfusies de Landsteinerpenning respectievelijk plaquette in brons toegekend. Daarna hij werd de plaquette vervangen door de Bloeddonormedaille. De tweede periode was van 1977 tot 1995; toen moest men 60 en 80 keer bloed geven om voor de plaquette in aanmerking te komen.
De plaquette is een bronzen plaatje van zeven bij tien centimeter. Het portret van Landsteiner, dat ook al op de penning prijkte, werd nu op de plaquette afgebeeld. Op de oudste, zeer langwerpige plaquettes is ook het door Jac.J. van Goor gesneden pelikaanmotief van de penning te zien. Over de pelikaan ging in vroeger eeuwen de mythe dat deze de kuikens voedde met het eigen bloed, zodat deze vogel geassocieerd werd met opofferingsgezindheid en het geven van bloed.
De op de plaquette in hoogreliëf aangebrachte tekst luidde
AANGEBODEN AAN
[NAAM]
DOOR HET
NED.ROODE KRUIS
VOOR HET GEVEN VAN
15 MAAL BLOED
De kleinere penningen van na 1959 waren met hun 6 bij 8 centimeter minder langgerekt en voor de pelikaan was nu geen plaats meer. De twee kruisen die op de oudere plaquettes naast de pelikaan waren afgebeeld stonden nu rechts en links van het medaillon met het portret van Landsteiner.
De op de plaquette in hoogreliëf aangebrachte tekst luidde nu
VOOR HET 20 MAAL
GEVEN VAN BLOED
AANGEBODEN DOOR
HET NED·RODE KRUIS
AAN
[NAAM]
De naam van de donor werd gegraveerd in een verhoogde, rechthoekige plaat.
In 1977 schafte het in decoratiezaken nogal grillige Rode Kruis de zes jaar eerder ingestelde Bloeddonormedaille weer af. De plaquette kwam terug maar werd nu na zestig bloeddonaties in brons en tachtig donaties in verzilverd brons uitgereikt.Na honderd donaties mocht men op de Bronzen Bronzen Medaille van Verdienste rekenen. De plaquette werd in 1995 definitief afgeschaft.